# MQ Marqet

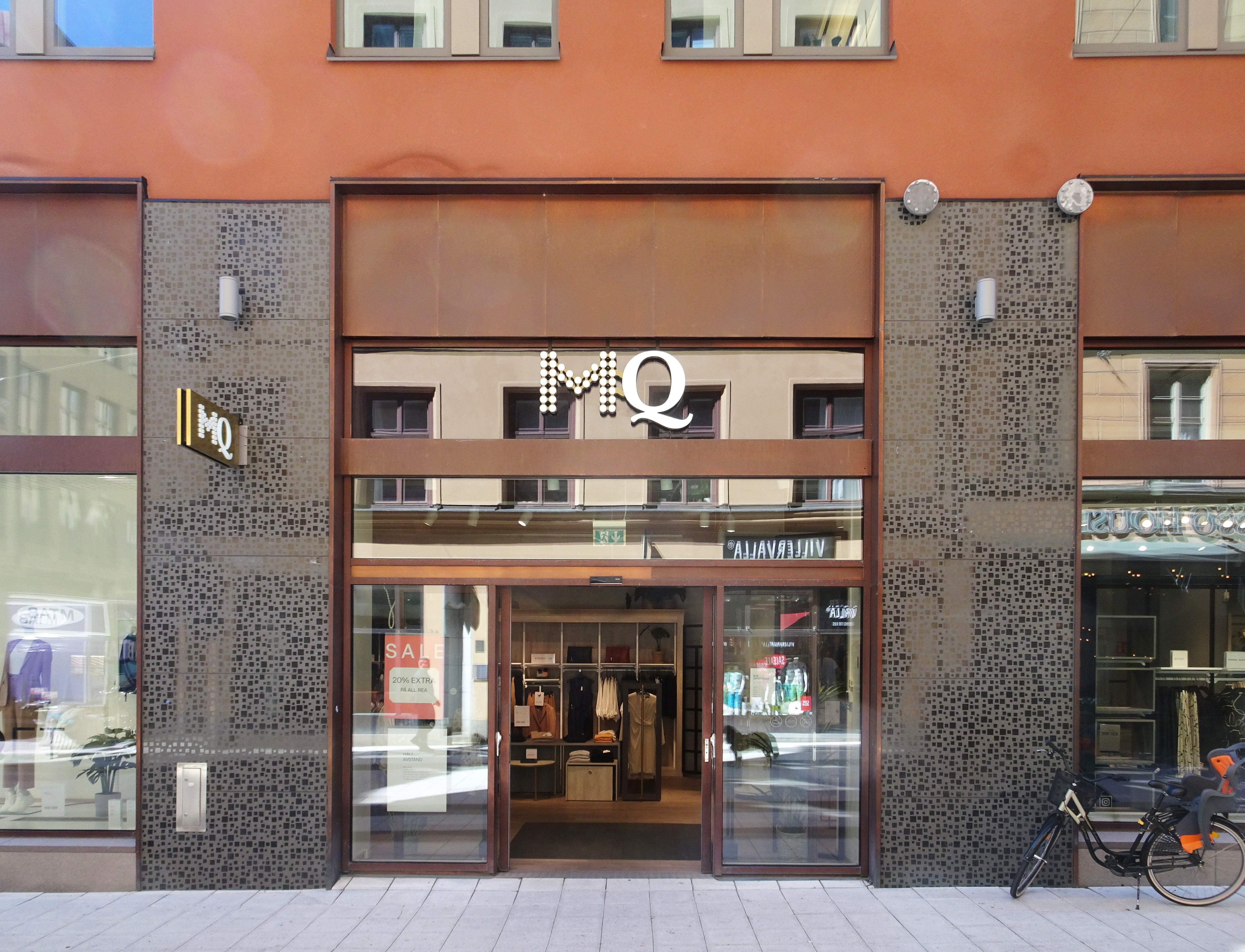
MQ-butik, Drottninggatan, Stockholm

MQ Marqet, tidigare MQ, är ett modeföretag med 94 butiker i Sverige samt försäljning via egen e-handel på mq.se samt under varumärket Zalando i Tyskland, Frankrike, Belgien, Nederländerna, Danmark, Finland, Polen och Sverige. 2024 startas egen e-handel upp i Finland och Danmark. Som en av Sveriges största varumärkeskedjor omsätter Marqet ca 1,2 miljarder. I april 2020 ansökte det tidigare bolaget MQ Holding AB om konkurs på grund av minskad försäljning delvis relaterat till coronaviruspandemin 2019–2021. Bolaget köptes upp av Mats Qviberg ifrån konkursförvaltare i maj samma år.

## Historia och organisation
År 1957 inledde 25 herr- och dambutiker ett samarbete under namnet Detex AB. VD blev Lennart Carlsson som kom att leda företaget i över 30 år. Huvudkontoret fanns i de nybyggda Hötorgskraporna i Stockholm, men flyttade några år senare till Borås. 1979 fördjupades samarbetet mellan modebutikerna och Detex antog det nya namnet MAN och QVINNY. Fler butiker öppnades runt om i landet och liknade varandra allt mer visuellt.
1988 lanserades den gemensamma profilen MQ. Herr- och damkläder började alltmer säljas i gemensamma butiker och sortimentet blev mer målgruppsanpassat. 1993 inledde MQ en stor omorganisation där bolaget övergick från att vara en frivillig fackkedja till att anta en mer franchiseliknande form. En rad nya butiker anslöts och vid årets slut bestod MQ av 105 butiker. 2006 gick investmentbolaget CapMan in som majoritetsägare i MQ. Butikerna köptes upp och ingår numera i MQ Retail.
2008 flyttade MQ sitt huvudkontor från Borås till sitt nuvarande läge i Göteborg. MQ börsnoterades vid NASDAQ OMX Stockholm den 18 juni 2010. Christina Ståhl blev 2013 ny VD för MQ. I maj 2016 anslöts modekedjan Joy till koncernen. Joy startade 1971 med en butik och växte därefter till en landsomfattande kedja. I augusti 2018 tillträdde Ingvar Larsson som VD för MQ.   
I början av 2020 bytte MQ namn till Marqet och lanserade en ny e-handelswebbplats. Då hade företaget 645 anställda, varav kring 100 arbetade på huvudkontoret. Vid tidpunkten hade MQ inköpskontor i Shanghai, Kina och Dhaka, Bangladesh. Den 16 april 2020 gick klädkedjan ut med ett pressmeddelande om att man ansöker om konkurs. Som anledning anges i pressmeddelandet att kraftigt minskad försäljning på grund av coronaviruspandemin 2019–2021 gjort att företaget inte anses kunna klara sig ekonomiskt längre. En bit in i konkursförfarandet köptes kedjan 8 maj av finansmannen Mats Qviberg och verksamheten har återöppnat.
Det nya bolaget startades upp i maj 2020 med 90 butiker i Sverige och större fokus på eget sortiment. Under hösten 2020 lanserades MQ:s egna varumärken på Zalando och sju nya marknader öppnades upp för bolaget. MQ köpte även varumärket Dobber och lanserade 2022 B2B-verksamhet och MQ Tjänster där tjänster som skrädderi och återfärgning av denim började erbjads i alla butiker. MQ nådde verksamhetsåret 2022-2023 en miljard kronor i omsättning.
2023 lanserades second hand för MQ:s egna varumärken. Ett brett samarbete med Stadsmissionen inleddes som omfattar bland annat klädinsamling, ekonomiska donationer samt praktik och arbetsträning för människor som står långt ifrån arbetsmarknaden.

## Verksamhet
Butikskedjan omfattar 2024 94 butiker i Sverige samt försäljning via egen e-handel på mq.se samt på Zalando i Tyskland, Frankrike, Belgien, Nederländerna, Danmark, Finland, Polen och Sverige. 2024 startas dessutom egen e-handel upp i Finland och Danmark.  